# José Sánchez Rodríguez (poeta)
José Sánchez Rodríguez (Málaga, 15 de octubre de 1875 - Málaga, 21 de septiembre de 1940) fue un poeta malagueño de finales del siglo XIX relacionado con los inicios del modernismo en España.

## Biografía
Nació en Málaga en 1875 en el seno de una familia de la pequeña burguesía empresarial, en el número 12 de la calle de la Compañía de Jesús. Tuvo una pronta vocación literaria y publicó sus primeros versos con apenas 15 años en un periódico de la ciudad. Estudió Magisterio en la Escuela Normal de Málaga y trabajó toda su vida como contable en las oficinas de la Junta de Obras del Puerto (desde 1895 hasta su depuración en 1937). Se casó en 1896 con Emilia Taboadela Delgado, con quien tuvo diez hijos, dos de ellos muertos en la niñez. Emilia murió en 1918 a causa de la denominada gripe española. A partir de 1902 fue redactor en el diario La Información. Desde 1912 fue director artístico del Teatro Principal y del Salón de Novedades de Málaga y, a partir de 1925, desempeñó el cargo de cronista de la Ciudad. 
En febrero de 1937, con la llegada de las tropas sublevadas, fue arrestado, junto a sus cuatro hijos varones, y sometido a un consejo de guerra. Fue acusado de haber permanecido fiel a la República en su puesto de funcionario tras el alzamiento del 18 de julio y condenado a doce años y un día. Se lo envió al Hospital Asilo Penitenciario de Segovia, primero, y a la Colonia Penitenciaria de la Isla de San Simón de Pontevedra, después. Regresó a Málaga a principios de septiembre de 1940, tras ser amnistiado, y murió rodeado de su familia a los pocos días, a los sesenta y cinco años de edad.

## Obra
José Sánchez Rodríguez es hoy un poeta casi olvidado, aunque en su momento gozó de cierta fama por sus últimos dos libros de poemas, "Alma Andaluza" (1900) y "Canciones de la tarde" (1902). 
Publicó su primer libro de versos, "Mis primeras notas", en 1892, influido por los modelos de la poesía de la Restauración y el romanticismo esproncediano. En 1895 publicó "Remembranzas", en que aún permanece la influencia de Campoamor y Manuel del Palacio. Al año siguiente apareció, como folletín en La Unión Mercantil, "Nocturnos", donde ya se abría a la poesía popular. En 1898 comenzó su relación epistolar con Francisco Villaespesa y, en 1900, con Salvador Rueda y un jovencísimo Juan Ramón Jiménez. Ese mismo año vio la luz "Alma andaluza", con una carta-prólogo de Villaespesa y un epílogo en alejandrinos de Juan Ramón. El libro es, junto con "Ninfeas" del moguereño y "La copa del rey de Thule" del almeriense, eslabón imprescindible entre la poética posromántica de Bécquer y Rosalía de Castro y la nueva poesía que surge a partir de "Arias tristes" de Juan Ramón y "Soledades" del menor de los Machado (ambos de 1903). En 1902 publicó su último libro de poemas, "Canciones de la tarde". Desde entonces, no se sabe por qué, abandonó su carrera poética y se volcó en el periodismo y el teatro. En 1904 tuvo relación con Rubén Darío, que pasó el invierno en Málaga.
Prolífico autor dramático, estrenó su primera obra (un drama romántico en un acto, en prosa, titulado "Los mártires del amor") en 1891, y no dejaría de escribir para el teatro hasta prácticamente su muerte. Llegó a estrenar otras diecisiete más, muchas de ellas breves comedias y zarzuelas. 
La importancia de Sánchez Rodríguez como escritor se cifra hoy en la influencia que sus romances pudieron ejercer en el joven Juan Ramón Jiménez, confeso admirador de su obra.
En 2024 se editó Cartas del modernismo: el archivo epistolar del poeta andaluz José Sánchez Rodríguez (Málaga, 1875-1940), volumen coordinado por Antonio Sánchez Trigueros y María José Sánchez Montes que contiene 195 cartas que forman parte de la correspondencia que el poeta malagueño mantuvo con figuras de la época como Juan Ramón Jiménez, Francisco Villaespesa, Rubén Darío o Salvador Rueda.

## Libros publicados
- Mis primeras notas. Málaga, Imprenta Baños de las Delicias, 1892.

- Remembranzas. Málaga, Imprenta y Litografía de Ramón Párraga, 1895.

- Nocturnas. Málaga, Biblioteca de La Unión Mercantil, 1896. [Publicado por entregas en el diario malagueño]

- Alma andaluza. Madrid. Librería de Fernando Fe, 1900.

- Canciones de la tarde. Madrid. Librería de Fernando Fe, 1902.